# Хакімобод
Хакімобо́д (тадж. Ҳакимобод) — село у складі Хатлонської області Таджикистану. Входить до складу Зірацького джамоату Кулобського району.
Назва означає благоустроєний мудрецем. Колишні назви — Новобад, Мулласултан, Навбур.
Населення — 1524 особи (2010; 1478 в 2009).